# Río Mestalakol
El río Mestalakol (en ruso: Месталакол) es un río del Gran Cáucaso en el distrito de Karacháyevsk de la república de Karacháyevo-Cherkesia del sur de Rusia. Es un afluente del río Amgata, que lo es del Teberdá, que desemboca en el río Kubán.

## Curso
El río nace en la estribaciones orientales del monte Brush-Syrty, que le separa del valle del río Kishket, afluente del Aksaút, componente del Mali Zelenchuk. Su curso de aproximadamente 2.5 km desciende por un valle de alta montaña, en dirección sureste, hasta llegar a la orilla izquierda del curso medio del río Amgata, al sureste de Nízhniaya Teberdá.